# Вега, Габриэль
Габриэль Рамиро Вега (исп. Gabriel Ramiro Vega; род. 18 апреля 2002, Гонсалес-Катан, Буэнос-Айрес) — аргентинский футболист, полузащитник клуба «Бока Хуниорс», выступающий на правах аренды за «Банфилд».

## Биография
Вега — воспитанник клуба «Бока Хуниорс». 25 июля 2021 года в матче против «Банфилда» он дебютировал в аргентинской Примере. Летом 2022 года Вега на правах аренды перешёл в «Годой-Крус». 6 августа в матче против «Химнасии Ла-Плата» он дебютировал за новую команду. По окончании аренды Вега вернулся в «Бока Хуниорс».